# Cirkulær argumentation
Cirkulær argumentation (også kendt som paradoksal tankegang eller cirkulær logik) er en logisk fejlslutning hvor personen der argumenterer begynder argumentationen med hvad de vil nå frem til (A er sandt fordi B er sandt; B er sandt fordi A er sandt), som for eksempel: 
A. Biblen er sand, da den er Guds ord.
B. Guds ord er sandt; det står i Biblen.
Et sådant argument kaldes også en cirkelslutning eller petitio principii. 
En anden måde at anskue et cirkulært argument på er at erkende, at begge sider af argumentet i bund og grund udtrykker det samme, som for eksempel: 
Alle elsker Louise, fordi hun er så populær.
Logisk set kan cirkulær argumentation anses som gyldig, fordi hvis præmisserne er gyldige må konklusionen også være det. I praksis er dette dog ikke tilfældet, som det ses i dette eksempel:
Wellington ligger i New Zealand
Derfor ligger Wellington i New Zealand
Selv om argumentet er deduktivt gyldigt, så formår det ikke at bevise at Wellington ligger i New Zealand, da der ikke er noget bevismateriale som er særskilt fra konklusionen.
Cirkulære argumenter kan føre til uløselige paradokser. Et almindeligt kendt paradoks er hønen og ægget, der forsøger at finde ud af hvilken af de to, der kom først: 
Alle høns er udruget af et æg.
Alle æg lægges af høns.
Men alle høns er udruget...
Et sådant paradoks kan ikke løses, med mindre der tilgår nye oplysninger, der kan hjælpe argumentationen videre.